# Coupe d'Angleterre de football 1930-1931
Navigation
Coupe d'Angleterre 1929-1930 Coupe d'Angleterre 1931-1932
La Coupe d'Angleterre 1930-1931 est la 56e édition de la FA Cup. Elle est remportée par West Bromwich Albion.

## Résultats

### Sixième tour
Ces matches se déroulent le 28 février 1931.
- Birmingham City 2 – 2 Chelsea
- West Bromwich Albion 1 – 1 Wolverhampton Wanderers
- Sunderland 1 – 1 Exeter City
- Everton 9 – 1 Southport

Les trois matches nuls sont rejoués le 4 mars 1931.
- Chelsea 0 – 3 Birmingham City
- Wolverhampton Wanderers 1 – 2 West Bromwich Albion
- Exeter City 2 – 4 Sunderland

### Demi-finales
Les demi-finales se déroulent le 14 mars 1931.
- Birmingham 2 – 0 Sunderland
- West Bromwich Albion 1 – 0 Everton

### Finale
| Titulaires : |  |
| |  |
| 1. Harold Pearson 2. George Shaw 3. Bert Trentham 4. Tommy Magee 5. Bill Richardson 6. Jimmy Edwards 7. Tommy Glidden 8. Joe Carter 9. Ginger Richardson 10. Teddy Sandford 11. Stan Wood · |  |
| Entraîneur : |  |
| Fred Everiss |  |

| Titulaires : |  |
| |  |
| 1. Harry Hibbs 2. George Liddell 3. Ned Barkas 4. Jimmy Cringan 5. George Morrall 6. Alec Leslie 7. George Briggs 8. Johnny Crosbie 9. Joe Bradford 10. Bob Gregg 11. Ernie Curtis · |  |
| Entraîneur : |  |
| Leslie Knighton |  |

| Titulaires : |  |
| |  |
| 1. Harold Pearson 2. George Shaw 3. Bert Trentham 4. Tommy Magee 5. Bill Richardson 6. Jimmy Edwards 7. Tommy Glidden 8. Joe Carter 9. Ginger Richardson 10. Teddy Sandford 11. Stan Wood · |  |
| Entraîneur : |  |
| Fred Everiss |  |

| Titulaires : |  |
| |  |
| 1. Harry Hibbs 2. George Liddell 3. Ned Barkas 4. Jimmy Cringan 5. George Morrall 6. Alec Leslie 7. George Briggs 8. Johnny Crosbie 9. Joe Bradford 10. Bob Gregg 11. Ernie Curtis · |  |
| Entraîneur : |  |
| Leslie Knighton |  |